# Viva la vida (single)
Viva la Vida (Spaans voor "Leve het Leven") is de tweede single van het vierde studioalbum van de Britse groep Coldplay, Viva la Vida or Death and All His Friends. Het nummer kwam eerst uit als download via iTunes, maar werd later ook op single uitgebracht.
Ongewoon aan een Coldplay nummer worden de piano en/of gitaar niet nadrukkelijk gebruikt in Viva la Vida. In plaats daarvan is er plaats voor snaarinstrumenten, basgitaar en de stem van zanger Chris Martin.
Een alternatieve videoclip werd gemaakt in Den Haag en geregisseerd door Anton Corbijn.

## Oorsprong
Het Engelse muziekblad Q magazine vroeg Chris Martin naar de betekenis van de zin I know Saint Peter won't call my name, gezongen in Viva la vida. Martin antwoordde als volgt:
It's about… You're not on the list. I was a naughty boy. It's always fascinated me that idea of finishing your life and then being analyzed on it. And it's that runs through most religions. That's why people blow up buildings. Because they think they're going to get lots of virgins. I always feel like saying, Just join a band (lacht). That is the most frightening thing you could possibly say to somebody. Eternal damnation. I know about this stuff because I studied it. I was into it all. I know it. It's still mildly terrifying to me. And this is serious.

## Beschuldiging van plagiaat
De band werd aangeklaagd door de Amerikaanse band Creaky Boards. Coldplay zou in Viva la Vida een deel van het nummer The Songs I Didn't Write hebben gebruikt als melodie van hun nummer. De leadzanger van Creaky Boards claimde dat Chris Martin het nummer gehoord zou hebben tijdens een van hun optredens. Coldplay ontkende de beschuldiging. De woordvoerder van de band, Murray Chambers, vertelde dat Martin aan het werk was in de AIR Studio's in Londen op het moment dat het concert bezig was.
Ook werd Coldplay aangeklaagd door gitaarlegende Joe Satriani. Delen uit zijn nummer If I Could Fly zouden zijn gebruikt in Viva la Vida. Coldplay ontkende deze aanklacht. In 2009 werd bekend dat Satriani zijn aanklacht liet vallen. De twee partijen troffen buiten de rechtbank een minnelijke schikking.

## Betekenis tekst[bron?]
Het gaat over diverse onderwerpen betreffende een naderende einde door de dood en hoe op het leven van de persoon terug wordt gezien. Dit vanuit de bijbelse en de wereldgeschiedenis: de onthoofding van Johannes de Doper, Petrus bij de hemelpoort, Lot die omkeek naar de puinhopen van Sodom en Gomorra, de macht van Napoleon. Het is een oproep om het leven te vieren, omdat alles voorbijgaat en relatief is.

## Tracklist
| Nr. | Titel                   | Duur |
| --- | ----------------------- | ---- |
| 1.  | Viva la Vida (New edit) | 4.01 |

| Nr. | Titel                    | Duur |
| --- | ------------------------ | ---- |
| 1.  | Viva la Vida             | 4:01 |
| 2.  | Death Will Never Conquer | 1:18 |

| Nr. | Titel                        | Duur |
| --- | ---------------------------- | ---- |
| 1.  | Viva la Vida (Radio edit)    | 3:45 |
| 2.  | Viva la Vida (Album version) | 4:01 |

## Commerciële ontvangst
Viva la Vida is een van de succesvolste nummers van Coldplay. In Nederland werd Viva la vida een succes. Het nummer werd in juli 2008 verkozen tot Alarmschijf op Radio 538 en stond vervolgens 22 weken in de top 10 van de Nederlandse Top 40, waarvan drie weken op nummer 1. Het nummer heeft in totaal 31 weken in de Nederlandse Top 40 gestaan. Tussen 1970 en 2010 waren er maar twee andere Top 40-hits die ook meer dan dertig weken (onafgebroken) genoteerd stonden. Dat waren Huilen is voor jou te laat van Corry en de Rekels (1970) en Zelfs je naam is mooi van Henk Westbroek (1998). Daarmee heeft het een plaats in de honderd meest succesvolle Top 40-hits aller tijden. De laatste single die zo'n groot succes boekte, was Que si que no van Jody Bernal in 2000.
In de Single Top 100 en voorgangers (sinds 1969) is het  met 47 weken de op zeven na langst genoteerde single, hoewel het niet verder dan de vierde positie kwam.
Het werd hun eerste nummer 1-hit in zowel de Verenigde Staten als het Verenigd Koninkrijk. In de Verenigde Staten was het de eerste nummer 1-hit voor een Britse groep sinds de Spice Girls in 1997 met Wannabe op nummer 1 stonden.
Ook in andere landen was Viva la vida een succes. In onder meer Ierland, Australië, Noorwegen, Zweden, Canada en Japan werd de top 10 van de hitlijsten gehaald. In de United World Chart stond het nummer in de zomer van 2008 vier weken op nummer 1.
In 2009 won het de Grammy Award voor Song of the Year.

## Hitnoteringen

### Nederlandse Top 40
| Hitnotering: 19-07-2008 t/m 14-02-2009 | Hitnotering: 19-07-2008 t/m 14-02-2009 | Hitnotering: 19-07-2008 t/m 14-02-2009 | Hitnotering: 19-07-2008 t/m 14-02-2009 | Hitnotering: 19-07-2008 t/m 14-02-2009 | Hitnotering: 19-07-2008 t/m 14-02-2009 | Hitnotering: 19-07-2008 t/m 14-02-2009 | Hitnotering: 19-07-2008 t/m 14-02-2009 | Hitnotering: 19-07-2008 t/m 14-02-2009 | Hitnotering: 19-07-2008 t/m 14-02-2009 | Hitnotering: 19-07-2008 t/m 14-02-2009 | Hitnotering: 19-07-2008 t/m 14-02-2009 | Hitnotering: 19-07-2008 t/m 14-02-2009 | Hitnotering: 19-07-2008 t/m 14-02-2009 | Hitnotering: 19-07-2008 t/m 14-02-2009 | Hitnotering: 19-07-2008 t/m 14-02-2009 | Hitnotering: 19-07-2008 t/m 14-02-2009 |
| Week:                                  | 1                                      | 2                                      | 3                                      | 4                                      | 5                                      | 6                                      | 7                                      | 8                                      | 9                                      | 10                                     | 11                                     | 12                                     | 13                                     | 14                                     | 15                                     | 16                                     |
| -------------------------------------- | -------------------------------------- | -------------------------------------- | -------------------------------------- | -------------------------------------- | -------------------------------------- | -------------------------------------- | -------------------------------------- | -------------------------------------- | -------------------------------------- | -------------------------------------- | -------------------------------------- | -------------------------------------- | -------------------------------------- | -------------------------------------- | -------------------------------------- | -------------------------------------- |
| Positie:                               | 10                                     | 7                                      | 7                                      | 9                                      | 6                                      | 7                                      | 8                                      | 9                                      | 9                                      | 5                                      | 2                                      | 1                                      | 1                                      | 1                                      | 3                                      | 3                                      |
| Week:                                  | 17                                     | 18                                     | 19                                     | 20                                     | 21                                     | 22                                     | 23                                     | 24                                     | 25                                     | 26                                     | 27                                     | 28                                     | 29                                     | 30                                     | 31                                     |                                        |
| Positie:                               | 3                                      | 5                                      | 7                                      | 7                                      | 9                                      | 10                                     | 12                                     | 13                                     | 14                                     | 14                                     | 15                                     | 19                                     | 19                                     | 30                                     | 36                                     | uit                                    |

### NederlandseSingle Top 100
| Hitnotering: 19-07-2008 t/m 06-06-2009 | Hitnotering: 19-07-2008 t/m 06-06-2009 | Hitnotering: 19-07-2008 t/m 06-06-2009 | Hitnotering: 19-07-2008 t/m 06-06-2009 | Hitnotering: 19-07-2008 t/m 06-06-2009 | Hitnotering: 19-07-2008 t/m 06-06-2009 | Hitnotering: 19-07-2008 t/m 06-06-2009 | Hitnotering: 19-07-2008 t/m 06-06-2009 | Hitnotering: 19-07-2008 t/m 06-06-2009 | Hitnotering: 19-07-2008 t/m 06-06-2009 | Hitnotering: 19-07-2008 t/m 06-06-2009 | Hitnotering: 19-07-2008 t/m 06-06-2009 | Hitnotering: 19-07-2008 t/m 06-06-2009 | Hitnotering: 19-07-2008 t/m 06-06-2009 | Hitnotering: 19-07-2008 t/m 06-06-2009 | Hitnotering: 19-07-2008 t/m 06-06-2009 | Hitnotering: 19-07-2008 t/m 06-06-2009 | Hitnotering: 19-07-2008 t/m 06-06-2009 | Hitnotering: 19-07-2008 t/m 06-06-2009 | Hitnotering: 19-07-2008 t/m 06-06-2009 | Hitnotering: 19-07-2008 t/m 06-06-2009 | Hitnotering: 19-07-2008 t/m 06-06-2009 | Hitnotering: 19-07-2008 t/m 06-06-2009 | Hitnotering: 19-07-2008 t/m 06-06-2009 | Hitnotering: 19-07-2008 t/m 06-06-2009 |
| Week:                                  | 1                                      | 2                                      | 3                                      | 4                                      | 5                                      | 6                                      | 7                                      | 8                                      | 9                                      | 10                                     | 11                                     | 12                                     | 13                                     | 14                                     | 15                                     | 16                                     | 17                                     | 18                                     | 19                                     | 20                                     | 21                                     | 22                                     | 23                                     | 24                                     |
| -------------------------------------- | -------------------------------------- | -------------------------------------- | -------------------------------------- | -------------------------------------- | -------------------------------------- | -------------------------------------- | -------------------------------------- | -------------------------------------- | -------------------------------------- | -------------------------------------- | -------------------------------------- | -------------------------------------- | -------------------------------------- | -------------------------------------- | -------------------------------------- | -------------------------------------- | -------------------------------------- | -------------------------------------- | -------------------------------------- | -------------------------------------- | -------------------------------------- | -------------------------------------- | -------------------------------------- | -------------------------------------- |
| Positie:                               | 16                                     | 10                                     | 12                                     | 8                                      | 9                                      | 6                                      | 7                                      | 7                                      | 5                                      | 5                                      | 9                                      | 10                                     | 6                                      | 6                                      | 5                                      | 6                                      | 5                                      | 4                                      | 7                                      | 19                                     | 12                                     | 15                                     | 18                                     | 13                                     |
| Week:                                  | 25                                     | 26                                     | 27                                     | 28                                     | 29                                     | 30                                     | 31                                     | 32                                     | 33                                     | 34                                     | 35                                     | 36                                     | 37                                     | 38                                     | 39                                     | 40                                     | 41                                     | 42                                     | 43                                     | 44                                     | 45                                     | 46                                     | 47                                     |                                        |
| Positie:                               | 12                                     | 11                                     | 23                                     | 32                                     | 26                                     | 31                                     | 26                                     | 21                                     | 15                                     | 21                                     | 26                                     | 23                                     | 43                                     | 38                                     | 33                                     | 59                                     | 56                                     | 52                                     | 57                                     | 66                                     | 72                                     | 74                                     | 90                                     | uit                                    |

### VlaamseUltratop 50
| Positie: | 25 | uit | 38 | 21 | 21 | 8  | 14 | 12 | 7  | 9  | 6  | 6  | 5  | 6  | 4  | 5   | 7  | 6   | 6  | 8  | 8   |
| Week     | 21 | 22  | 23 | 24 | 25 | 26 | 27 | 28 | 29 | 30 | 31 | 32 | 33 | 34 | 35 |     | 36 |     | 37 | 38 |     |
| Positie: | 12 | 10  | 11 | 12 | 14 | 9  | 10 | 19 | 26 | 34 | 40 | 45 | 31 | 35 | 39 | uit | 28 | uit | 48 | 48 | uit |

### NPO Radio 2 Top 2000
| Nummer met noteringen in de NPO Radio 2 Top 2000 | '09 | '10 | '11 | '12 | '13 | '14 | '15 | '16 | '17 | '18 | '19 | '20 | '21 | '22 | '23 | '24 |
| ------------------------------------------------ | --- | --- | --- | --- | --- | --- | --- | --- | --- | --- | --- | --- | --- | --- | --- | --- |
| Viva la Vida                                     | 11  | 7   | 9   | 16  | 15  | 23  | 28  | 33  | 31  | 36  | 36  | 43  | 43  | 31  | 22  | 26  |

1. ↑  Een vetgedrukt getal geeft de hoogste notering aan.
2. ↑  2009 was het eerste jaar met een notering voor dit nummer.

### Evergreen Top 1000
| Evergreen Top 1000 "Viva la Vida - Coldplay" | Evergreen Top 1000 "Viva la Vida - Coldplay" | Evergreen Top 1000 "Viva la Vida - Coldplay" | Evergreen Top 1000 "Viva la Vida - Coldplay" | Evergreen Top 1000 "Viva la Vida - Coldplay" | Evergreen Top 1000 "Viva la Vida - Coldplay" | Evergreen Top 1000 "Viva la Vida - Coldplay" | Evergreen Top 1000 "Viva la Vida - Coldplay" | Evergreen Top 1000 "Viva la Vida - Coldplay" | Evergreen Top 1000 "Viva la Vida - Coldplay" | Evergreen Top 1000 "Viva la Vida - Coldplay" | Evergreen Top 1000 "Viva la Vida - Coldplay" | Evergreen Top 1000 "Viva la Vida - Coldplay" | Evergreen Top 1000 "Viva la Vida - Coldplay" | Evergreen Top 1000 "Viva la Vida - Coldplay" | Evergreen Top 1000 "Viva la Vida - Coldplay" | Evergreen Top 1000 "Viva la Vida - Coldplay" |
| Jaar                                         | 2008                                         | 2009                                         | 2010                                         | 2011                                         | 2012                                         | 2013                                         | 2014                                         | 2015                                         | 2016                                         | 2017                                         | 2018                                         | 2019                                         | 2020                                         | 2021                                         | 2022                                         | 2023                                         |
| -------------------------------------------- | -------------------------------------------- | -------------------------------------------- | -------------------------------------------- | -------------------------------------------- | -------------------------------------------- | -------------------------------------------- | -------------------------------------------- | -------------------------------------------- | -------------------------------------------- | -------------------------------------------- | -------------------------------------------- | -------------------------------------------- | -------------------------------------------- | -------------------------------------------- | -------------------------------------------- | -------------------------------------------- |
| Positie                                      | -                                            | -                                            | -                                            | -                                            | -                                            | -                                            | -                                            | -                                            | -                                            | 479                                          | 798                                          | 389                                          | 405                                          | 333                                          | 406                                          | 361                                          |

## Mijlpalen en gebruik in cultuur
Het nummer stond op nummer 1 in de Top 1000 van Q-Music in 2008 en 2010, in 2009 eindigde het nummer op de 2e plek. Ook stond het op de eerste positie in de Q-Music Top 500 van deze eeuw in 2010. Het bereikte de nummer 1-positie in de Top 1000 allertijden van Radio Veronica in 2011. Het nummer wordt op 3FM als eerste automatisch ingestart bij storingen in de radiostudio. Ook wordt het regelmatig gebruikt door de VVD tijdens campagnes en congressen.